# 壯二
壯二，是台灣宜蘭縣宜蘭市的一個傳統地域名稱，位於該市東南部。相較於今日行政區，其範圍大致包括凱旋里、南津里。

## 歷史
台灣清治末期，壯二地區為一街庄，稱為「壯二庄」，隸屬於民壯圍堡。該庄東與美福庄、南興庄為鄰，南隔蘭陽溪與二結庄相望，西南與溪洲庄為界，西邊為四鬮庄，北邊為壯三庄、壯四庄。
1901年（日治明治三十四年）11月，廢縣廳改設二十廳，該庄隸屬於宜蘭廳，編入第十六區。1905年（明治三十八年）7月，第十六區改名「民壯圍區」。1909年（明治四十二年）10月，合併二十廳為十二廳，該庄仍隸屬於宜蘭廳。1920年（大正九年），廢十二廳改設五州二廳，該庄改制為「壯二」大字，隸屬於臺北州宜蘭郡壯圍庄。1940年10月宜蘭街升格為宜蘭市，該大字併入宜蘭市。
戰後宜蘭市改制為縣轄市，隸屬於臺北縣，大字改制為里。1950年10月，北、基、宜分治，宜蘭市改隸屬於宜蘭縣。

## 聚落
本地區發展較早的聚落有下壯二、上壯二，在日治期初期的官方地圖上已有記載。

## 交通
台鐵宜蘭線是台灣東北部鐵路幹線，大致以北北西—南南東走向經過壯二地區。境內未設站，北側最近的是宜蘭車站，屬一等站，停靠大部分普悠瑪號、太魯閣號、自強號、復興號列車及全部莒光號列車、區間快車、區間車；南側最近的是二結車站，屬三等站，僅停靠區間車。由此等可前往台鐵沿線各地。
省道台9線（環市東路一段、中山路一段）又稱「東部幹線」，大致以北向南繞弧形轉東北—西南走向再轉北北西—南南東走向經過本地區東部。由該道向北繞過宜蘭市區東側可前往礁溪、頭城西南部、坪林、石碇、新店等地，向南南東可前往五結、羅東、冬山、蘇澳等地。
鄉道宜16線（南橋路、南津路）是外員山至東港的道路，大致以西北—東南走向繞弧形轉西南西—東北東走向經過本地區南部。由該道路向西北轉西可前往四鬮、珍子滿力、外員山並止於於省道台7線路口，向東北東轉東可前往南興、霧罕並止於省道台2線高架橋下。
鄉道宜18線（縣政西路、縣政南路、縣政三街、中山路一段245巷、旋流路、東津路）是員山再連至壯圍新南的道路，大致以西南西—東北東走向轉西北西—東南東走向曲折經過本地區中部偏南地帶。由該道路向西南西經弧形轉西北再轉西可前往四鬮、吧荖鬱、三鬮、再連東側並止於省道台7線路口，向東南東可前往茄苳林、新南並止於新南國小旁鄉道宜7線路口。
鄉道宜19線（旋流路）是壯四至南津的道路，其南側端點位於本地區中部鄉道宜18線路口。由此向北出境後可前往壯三、壯四西部、壯七西南部並止於省道台7線路口。

## 學校
- 凱旋國小

## 文化資產
- 宜蘭濁水溪治水工事竣工紀念碑（縣定古蹟）